# 丙辰丸

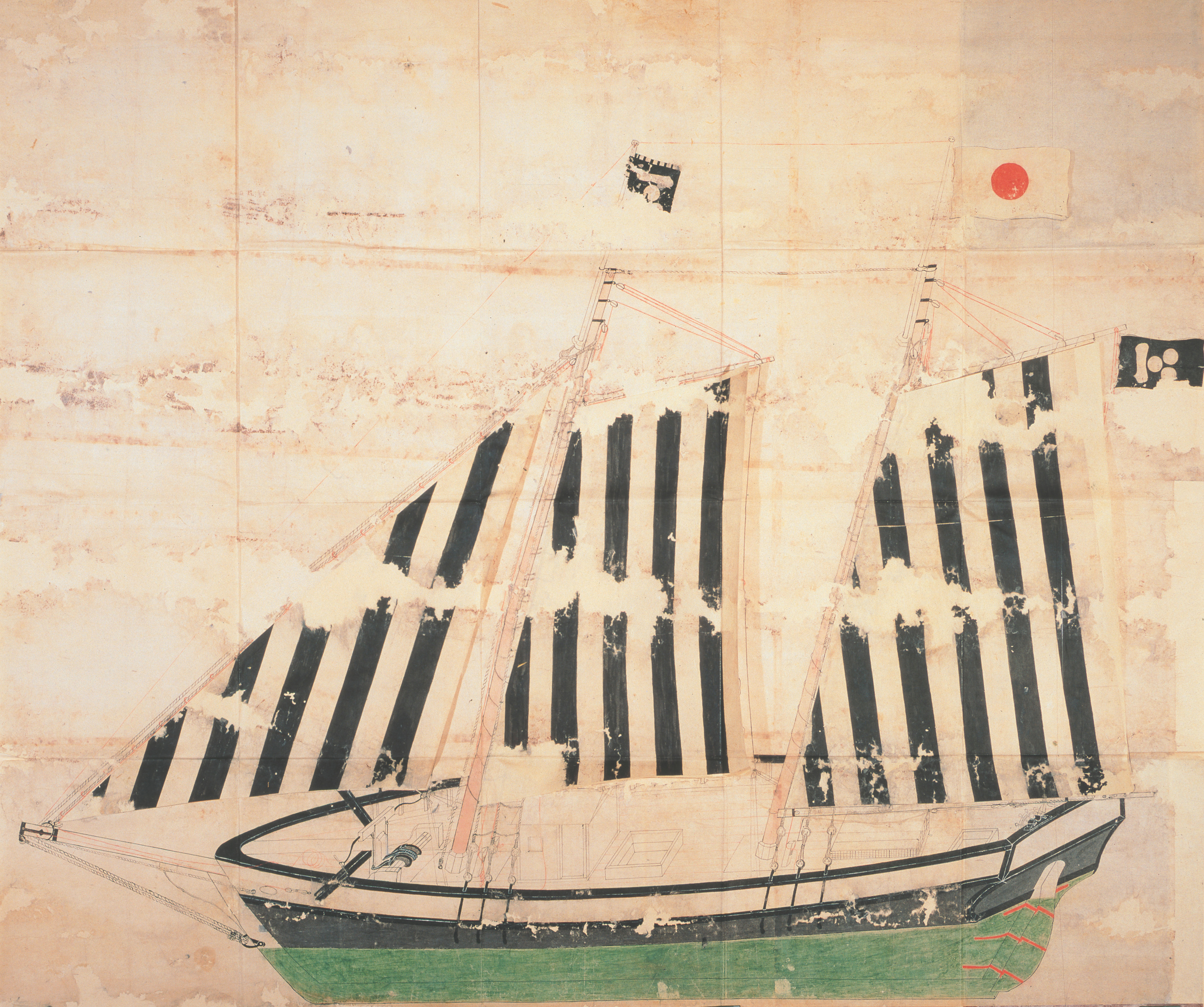
「丙辰丸製造沙汰控」（山口県文書館蔵）に記録された絵図。日本船の総印である日の丸と、長州藩船を示す毛利家家紋の「一文字に三つ星」の旗を掲げている。なお、この図は旗の位置などが正確ではない。

丙辰丸（へいしんまる）は、幕末に長州藩で建造された西洋式帆船。長州藩最初の洋式軍艦として使用され、長州藩士と水戸藩士の密約締結の舞台にもなった。

## 建造
黒船来航後に大船建造の禁が解除されたのを受けて、長州藩士の桂小五郎は洋式軍艦の建造を藩に上申すると共に、自ら鳳凰丸を建造した浦賀の中島三郎助を訪れ、洋式船の建造を学んだ。この意見書などにもとづき、1856年2月（安政3年1月）に長州藩は洋式軍艦の建造計画に着手した。幕府が伊豆国の戸田村で建造した君沢形帆船の造船技術を参考とすることになり、船大工の尾崎小右衛門を戸田村及び江戸に派遣するとともに、君沢形に携わった船大工の高崎伝蔵を招聘した。尾崎は航海術についても学んだ。安政3年2月に藩主の毛利敬親から正式の建造命令が出された。
1856年5月（安政3年4月）に帰藩した尾崎小右衛門らは、萩の小畑浦の恵美須ヶ鼻を建造地に選定。造船所の建設と船の建造を開始した。船は1857年1月（安政3年12月）に進水し、安政3年の干支にちなんで「丙辰丸」と命名された。干支による命名法は「壬戌丸」など以後の長州藩の洋式艦船に踏襲される方式である。
「丙辰丸」は幕府の君沢形によく似た設計であった。全長25m・排水量47トンで、2本のマストにいずれも縦帆装を持つ二檣スクーナー（スクーネル）に分類される。材質は木造。武装としては絵図によると船首両舷に大砲1門ずつが据えられていた。
なお、恵美須ヶ鼻造船所は1857年9月（安政4年8月）に一時閉鎖されるものの、翌年に周布政之助によって再開され、より大型の帆走軍艦「庚申丸」（1860年竣工）の建造が行われている。

## 運用
竣工した「丙辰丸」は長州藩最初の洋式軍艦となり、1857年3月（安政4年2月）に藩主の毛利敬親観覧の下で試運転が行われた。その後、練習艦や大阪との間の輸送船などとして運用された。1860年（万延元年）には松島剛蔵を艦長として江戸への遠洋航海を実施し、その際に船上で水戸藩士らとの間で急進的な幕政改革に関する密約が取り交わされている（丙辰丸の盟約・成破の盟約）。
「丙辰丸」は軍艦としては有力とは言えなかったが、第二次長州征討や戊辰戦争で実戦参加した。第二次長州征討では慶応2年6月17日に「丙寅丸」、「癸亥丸」とともに田ノ浦を襲撃し、7月3日には「丙寅丸」、「庚申丸」とともに大里沖から幕府艦を攻撃した。